# Tibellus hollidayi
Tibellus hollidayi là một loài nhện trong họ Philodromidae.
Loài này thuộc chi Tibellus. Tibellus hollidayi được George Newbold Lawrence miêu tả năm 1952.